# Judy Garland – Lehrjahre eines Hollywood-Stars
Judy Garland – Lehrjahre eines Hollywood-Stars ist eine US-amerikanische Filmbiografie  aus dem Jahr 1978. Der Fernsehfilm ist eine Literaturverfilmung der gleichnamigen Biographie Rainbow aus dem Jahr 1975 von Christopher Finch.

## Handlung
Seit frühster Kindheit steht Frances Ethel Gumm, genannt Baby Frances, mit ihren beiden Schwestern Jinnie und Janey Gumm als die Gumm Sisters auf der Bühne. Dabei werden sie von einer ehrgeizigen und strengen Mutter begleitet, während sie durch das Land touren. Die einzig liebevolle Beziehung hat Frances zu ihrem Vater Frank Gumm, der zu Hause in Grand Rapids, Minnesota ein Kino betreibt. Umso schwerer fällt es ihr, mit ihren beiden Schwestern nach Hollywood zu ziehen, weil Ethel Gumm glaubt, dort mehr Geld verdienen zu können. Nach mehreren Auftritten, die von der Mutter organisiert wurden, trifft sie nach einer längeren traurigen Zeit ihren Vater wieder, als sie im The Trocadero einen Soloauftritt hat. Der Vater selbst will wieder mit seinen Töchtern und seiner Frau zusammen sein, weswegen er versucht, mit Ethel zu reden. Doch diese sieht nur die 300 US-Dollar, die sie jeden Monat verdient und bereitet sich lieber mit den Gumm Sisters für einen Auftritt im Oriental Theater in Chicago vor. Der dortige Manager ist von den Gumm Sisters begeistert und hält lediglich den Namen Gumm für stillos, weswegen er ihnen den Namen Garland Sisters – nach dem Schauspielkritiker Robert Garland – gibt. Und weil Frances ihr Name nicht mehr gefällt, nutzt sie gleich die Gelegenheit, sich Judy Garland zu nennen.
Zurück in Hollywood erhält sie von ihrem guten Freund Mickey Rooney die Nachricht, dass er einen Vertrag bei MGM unterschrieben hat, weswegen er nun ausgesorgt hätte. Das Gleiche versucht nun auch Ethel mit Judy. Sie nutzen jede sich bietende Gelegenheit, um vor Studiobossen und Filmproduzenten zu singen. Doch sie erhält nur Absagen. Es dauert für sie eine gefühlte Ewigkeit und unzählige weitere Castings, bevor sie endlich auch einen MGM-Vertrag für 100 US-Dollar die Woche erhält. Die Freude darüber währt nicht lange, denn zusätzlich zu einer intensiven Gesangs- und Musikausbildung mit dem väterlichen Freund und Komponisten Roger Edens stirbt bald ihr Vater an Poliomyelitis. Für Trauer bleibt aber keine Zeit. Sie muss weiter arbeiten. Dabei erkennt sie, dass sie bereits im Alter von 15 Jahren seit über 12 Jahren auf der Bühne stand und ihre ganze Kindheit geopfert hat.
Derweil wird sie vom Studioboss Louis B. Mayer, der sie darum bittet, ihn künftig Onkel Louie zu nennen und dabei nichts anderes im Sinn hat, als seine Investition zu schützen, zum Essen eingeladen. Er würde sehr gerne mit Garland einen Film machen, aber dafür müsste sie abnehmen. Die Möglichkeit besteht, Der Zauberer von Oz zu drehen, weswegen er und einige weitere Filmproduzenten Druck auf sie und ihre Mutter ausüben, endlich abzunehmen. Doch Judy Garland verträgt die vom Arzt verschriebenen Pillen nicht, weswegen sich Ethel mit Mayer zum Schutze ihrer Tochter anlegt und er sie daraufhin vom Gelände seines Studios verweisen lässt und künftig nur noch mit Roger Edens verhandelt. Als kurz darauf die Nachricht die Runde macht, dass MGM versucht, den Film mit Shirley Temple zu besetzen, ist Judy Garland erneut niedergeschlagen, weil es so scheint, als wäre es wieder eine dieser Möglichkeiten, für die sie hart arbeitete, aber nie erhielt. Glücklicherweise weigert sich 20th Century Fox, Temple auszuleihen, weswegen es Garland endlich geschafft hat und ihre erste Filmrollen spielen kann. Doch weder ihr eigener Wohnwagen, noch all die Lobpreisungen um sie herum scheinen sie glücklich zu machen. Sie vermisst ihre Familie und droht, die Dreharbeiten abzubrechen. Edens redet erfolgreich auf sie ein. Er sagt ihr, dass man 'mal gute und 'mal schlechte Tage habe und es jetzt angebracht sei, all diese Gefühle in diesen einen Song zu setzen. Und so singt Judy Garland unter Tränen Over the Rainbow ein.

## Hintergrund
Der Regisseur Jackie Cooper, der als Kinderstar in diesem Film von Johnny Doran gespielt wird, führte bei diesem Film die Regie und interpretierte die Figur der Judy Garland als „das kleine unschuldige Mädchen, das von seiner ehrgeizigen Mutter in eine Film-Laufbahn gedrängt wurde, und das immer nur ausgenutzt und wenig geliebt wurde.“ Cooper war wirklich im Alter von 13 Jahren ein Jahr lang mit Judy Garland zusammen und hatte „Gänsehaut“, als er seine „jüngere Version“ bei den Dreharbeiten dirigieren musste.
Als der Produzent Fred Silverman von ABC zu NBC wechselte, wurden aus dem ursprünglich dreistündigen Film über 40 Drehbuchseiten weggekürzt. In einer Szene meint Ethel Gumm, dass „es nicht so schlimm wäre, wenn es wenigstens ein Mann gewesen wäre.“ Damit spielte sie auf eine Szene an, die aus dem Film herausgeschnitten wurde. Es gab Gerüchte – an die laut Cooper nicht einmal Judy Garland glaubte –, dass Frank Gumm homosexuell wäre.
Kameramann Howard Schwartz wurde bei der Primetime-Emmy-Verleihung 1979 mit einem Emmy in der Kategorie Beste Kamera einer Miniserie oder eines Specials ausgezeichnet.

## Kritik
John J. O’Connor kritisierte den Film trotz seines „grandiosen Anfangs“ in der New York Times, denn was der Regisseur „kitschig sentimental inszeniere“, mache das Schauspiel McArdles (die er als „größtes Problem des Films“ betrachtete, da sie „wie ein zuverlässiger Roboter“ alles spiele, was man von ihr verlangt) den Film zu einer „Geschichte, die sich in eine abgenutzte Spur setzt.“ MacArdle sei zwar ein „Block sicherer Kompetenz“, aber da sie Garlands „einzigartigen Sound, mit ihrer zitternden Verletzlichkeit“ zu einer „glanzlosen gefärbten Spachtelmasse“ degradiere, sei sie „unglücklicherweise zu leicht zu ignorieren“. Im Gegensatz dazu war Judy Garland – seiner Meinung nach – eine „aufsehenerregende, magnetische Persönlichkeit, die man, auch wenn man sie nicht mochte, nicht ignorieren konnte.“
Kevin Thomas von der Los Angeles Times meinte, dass diese „atemberaubende Filmbiografie“ durch Jackie Cooper „mit Gefühl und Stil inszeniert“ sei.
Für das Lexikon des internationalen Films war es ein „[n]ostalgischer Fernsehfilm über ein Starleben“, welcher „Verlust der Kindheit, die Trennung vom geliebten Vater, Zwang und Isolation“ zeigt.

## Soundtrack
1. „Jingle Bells“
2. „I'm Always Chasing Rainbows“ – Harry Carroll
3. „Puttin’ on the Ritz“ – Irving Berlin
4. „Stormy Weather“
5. „Judy“ – Frankie Vaughan
6. „Zing! Went the Strings of My Heart“ – James F. Hanley
7. „Dinah“
8. „I'll Get By (As Long As I Have You)“ – Fred E. Ahlert und Roy Turk
9. „Broadway Rhythm Ballet“
10. „You Made Me Love You (I Didn't Want to Do It)“ – James V. Monaco und Joseph McCarthy
11. „Over the Rainbow“ – Harold Arlen und E. Y. Harburg

## Veröffentlichung
Nachdem der Film am 6. November 1978 auf NBC erstmals ausgestrahlt wurde, lief er in deutscher Erstausstrahlung am 10. Januar 1981 im ZDF.